# Linea principale Chikuhō

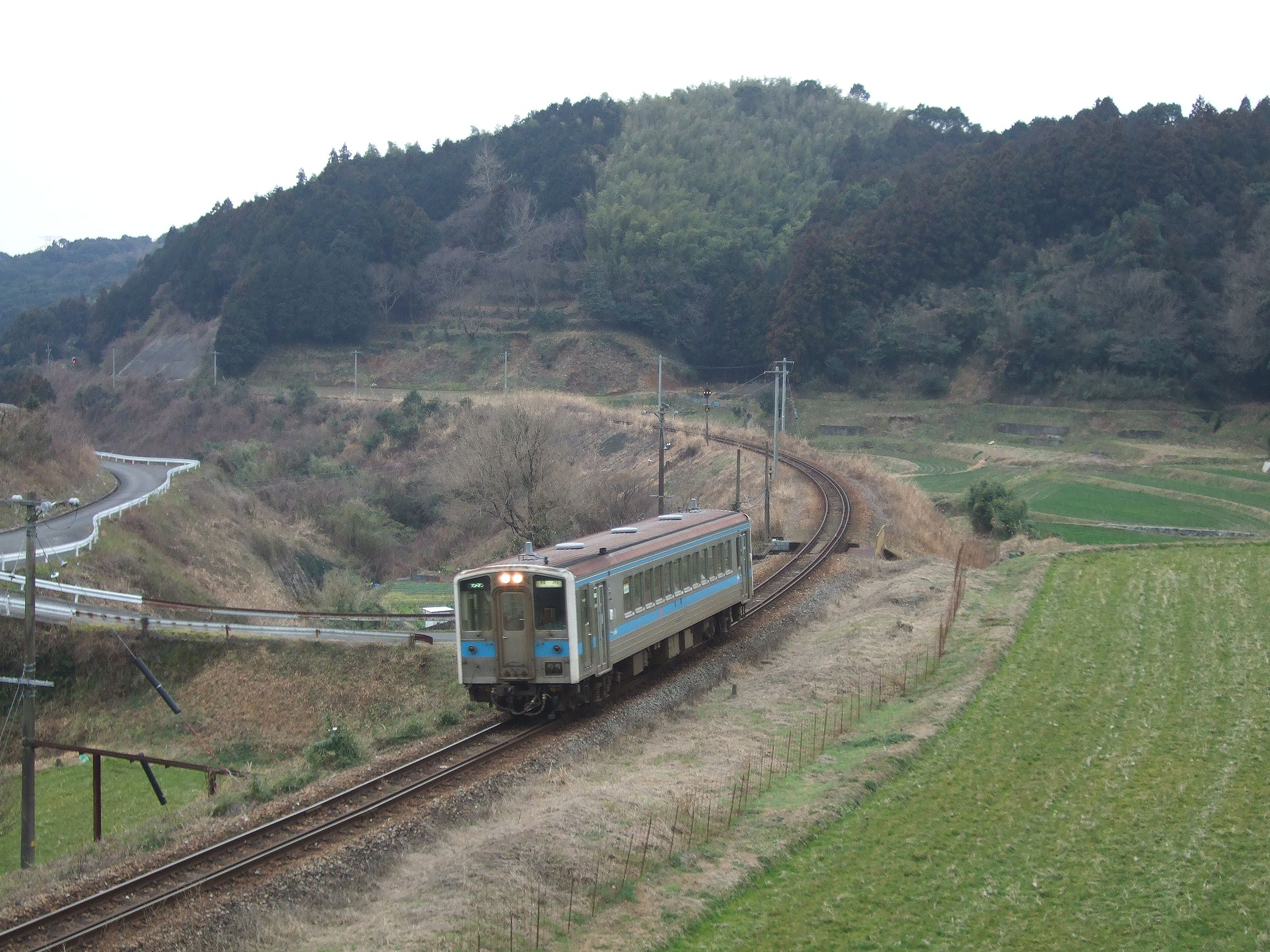
Treno regionale nei pressi di Hiyamizu

La linea principale Chikuhō (筑豊本線?, Chikuhō-honsen) è una linea ferroviaria dell'isola del Kyūshū, in Giappone, gestita dalla JR Kyushu, e collega la stazione di Wakamatsu, a Kitakyūshū e quella di Haruda, a Chikushino, entrambe nella prefettura di Fukuoka. Questa è la più breve ferrovia giapponese ad essere definita "principale".

## Caratteristiche
- Operatori: JR Kyushu
- Lunghezza: 66,1 km
- Scartamento: 1067 mm
- Stazioni: 25
- Numero di binari: 
  - Doppio binario: Wakamatsu - Orio e Odio - Iizuka
  - Binario singolo: tutto il resto del tracciato
- Elettrificazione: 20 kV CA fra Orio e Keisen
- Segnalamento ferroviario: automatico
- Velocità massima: 95 km/h

## Servizi
La linea è suddivisa in tre sezioni, di cui quella centrale è utilizzata dal servizio Fukuhoku Yutaka ed è pertanto elettrificata e prevalentemente a doppio binario.
Linea Wakamatsu
Wakamatsu - Orio, 10,8 km
Linea Fukuhoku Yutaka
Orio - Keisen, 34,5 km
Linea Haruda
Keisen - Haruda, 20,8 km

## Stazioni

### Wakamatsu – Orio (Linea Wakamatsu)
| Stazione  | Giapponese | Distanza | Collegamenti               | Posizione                  | Posizione |
| --------- | ---------- | -------- | -------------------------- | -------------------------- | --------- |
| Wakamatsu | 若松       | 0.0      |                            | Wakamatsu-ku Kitakyūshū    | Fukuoka   |
| Fujinoki  | 藤ノ木     | 2.9      |                            | Wakamatsu-ku Kitakyūshū    | Fukuoka   |
| Okudōkai  | 奥洞海     | 4.6      |                            | Wakamatsu-ku Kitakyūshū    | Fukuoka   |
| Futajima  | 二島       | 6.3      |                            | Wakamatsu-ku Kitakyūshū    | Fukuoka   |
| Honjō     | 本城       | 9.3      |                            | Yahata Nishi-ku Kitakyūshū | Fukuoka   |
| Orio      | 折尾       | 10.8     | Linea principale Kagoshima | Yahata Nishi-ku Kitakyūshū | Fukuoka   |

### Orio – Keisen (Linea Fukuhoku Yutaka)
- Alcuni treni rapidi passano le stazioni indicate da X.

| Stazione         | Giapponese | Distanza |   | Collegamenti               | Posizione                  | Posizione |
| ---------------- | ---------- | -------- | - | -------------------------- | -------------------------- | --------- |
| Orio             | 折尾       | 0.0      |   | Linea principale Kagoshima | Yahata Nishi-ku Kitakyūshū | Fukuoka   |
| Higashi Mizumaki | 東水巻     | 2.7      |   |                            | Mizumaki, Onga             | Fukuoka   |
| Nakama           | 仲間       | 4.1      |   |                            | Nakama                     | Fukuoka   |
| Chikuzen Habu    | 筑前垣生   | 5.6      |   |                            | Nakama                     | Fukuoka   |
| Kurate           | 鞍手       | 7.9      |   |                            | Kurate, Kurate             | Fukuoka   |
| Chikuzen Ueki    | 筑前植木   | 10.4     |   |                            | Nōgata                     | Fukuoka   |
| Shinnyū          | 新入       | 12.0     |   |                            | Nōgata                     | Fukuoka   |
| Nōgata           | 直方       | 14.0     |   | Linea Heisei Chikuhō Ita   | Nōgata                     | Fukuoka   |
| Katsuno          | 勝野       | 16.7     | X |                            | Kotake Kurate              | Fukuoka   |
| Kotake           | 小竹       | 20.5     |   |                            | Kotake Kurate              | Fukuoka   |
| Namazuta         | 鯰田       | 23.9     | X |                            | Iizuka                     | Fukuoka   |
| Urata            | 浦田       | 25.4     | X |                            | Iizuka                     | Fukuoka   |
| Shin-Iizuka      | 新飯塚     | 26.8     |   | Linea Gotōji               | Iizuka                     | Fukuoka   |
| Iizuka           | 飯塚       | 28.6     |   |                            | Iizuka                     | Fukuoka   |
| Tentō            | 天道       | 31.5     |   |                            | Iizuka                     | Fukuoka   |
| Keisen           | 桂川       | 34.5     |   | Linea Sasaguri             | Keisen Kaho                | Fukuoka   |

### Keisen–Haruda (Linea Haruda)
| Stazione        | Giapponese | Distanza | Collegamenti               | Posizione   | Posizione |
| --------------- | ---------- | -------- | -------------------------- | ----------- | --------- |
| Keisen          | 桂川       | 0.0      | Linea Sasaguri             | Keisen Kaho | Fukuoka   |
| Kami Honami     | 上穂波     | 2.8      |                            | Iizuka      | Fukuoka   |
| Chikuzen Uchino | 筑前内野   | 5.9      |                            | Iizuka      | Fukuoka   |
| Chikuzen Yamae  | 筑前山家   | 16.1     |                            | Chikushino  | Fukuoka   |
| Haruda          | 原田       | 20.8     | Linea principale Kagoshima | Chikushino  | Fukuoka   |